# Modular Recordings
Modular Recordings ist ein australisches Plattenlabel und vertreibt hauptsächlich elektronische Musik.

## Geschichte
Modular Recordings wurde 1998 von Steve Pavlovic in Sydney gegründet. Zu Beginn war es ein Gemeinschaftsprojekt von EMI, ist aber inzwischen zur Hälfte Eigentum von Universal Music in Australien. Zu den lokalen Künstlern von Modular gehören Eskimo Joe, The Avalanches, Wolfmother und The Presets. Daneben kümmert sich das Label um mehrere ausländische Acts, die in Australien veröffentlichen. Dazu gehören Yeah Yeah Yeahs, Chromeo, Klaxons, New Young Pony Club und MSTRKRFT.

## Künstler
- Architecture in Helsinki
- The Avalanches
- Bag Raiders
- Ben Lee
- Cut Copy
- Eskimo Joe
- Ladyhawke
- NYPC
- Pond
- The Presets
- The Rapture
- Sneaky Sound System
- Tame Impala
- Van She
- Wolfmother